# Municipio de Bennett (Nebraska)
El municipio de Bennett (en inglés: Bennett Township) es un municipio ubicado en el condado de Fillmore en el estado estadounidense de Nebraska. En el año 2010 tenía una población de 90 habitantes y una densidad poblacional de 0,96 personas por km².

## Geografía
El municipio de Bennett se encuentra ubicado en las coordenadas 40°34′31″N 97°46′35″O / 40.57528, -97.77639. Según la Oficina del Censo de los Estados Unidos, el municipio tiene una superficie total de 93.77 km², de la cual 93,52 km² corresponden a tierra firme y (0,27 %) 0,25 km² es agua.

## Demografía
Según el censo de 2010, había 90 personas residiendo en el municipio de Bennett. La densidad de población era de 0,96 hab./km². De los 90 habitantes, el municipio de Bennett estaba compuesto por el 83,33 % blancos, el 5,56 % eran asiáticos, el 10 % eran de otras razas y el 1,11 % eran de una mezcla de razas. Del total de la población el 12,22 % eran hispanos o latinos de cualquier raza.